# الحرب على غزة 2014 في ألعاب الفيديو
الحرب على غزة 2014 في ألعاب الفيديو هو ما أصدره مؤلفون متعاطفون مع كلا الجانبين خلال الصراع بين إسرائيل وغزة عام 2014 من تطبيقات ألعاب فيديو على متجر جوجل بلاي وآب ستور بخصوص النزاع. أثارت موضوعات ومحتوى الألعاب جدلاً، وأُزيل العديد منها.

## تطبيقات موالية لإسرائيل
أُصدر تطبيق أقصف غزة (بالإنجليزية: Bomb Gaza)‏ في 29 يوليو 2014 ونُزل ما بين 500 و1، 000 مرة قبل إزالته من جوجل بلاي في 4 أغسطس. وذلك بعد موجة عارمة من الغضب. وكان شعاره طائرة مقاتلة من طراز إف-16 كما يستخدمها جيش الاحتلال الإسرائيلي ووصف بأنه «إلقاء القنابل وتجنب قتل المدنيين». ضُبط إعداد النضج للتطبيق على مستوى منخفض، مما جعله متاحًا للمستخدمين الأصغر سنًا. كان قنبلة غزة قابل للعب أيضًا على فيسبوك قبل إزالته بحلول 5 أغسطس. يحتفظ الموقع بصفحة تصف اللعبة بأنها «مسببة للإدمان وممتعة للغاية».
من بين الألعاب الأخرى على جوجل بلاي، لعبة الاعتداء على غزة: كود أحمر (بالإنجليزية: Gaza Assault: Code Red)‏، التي وصفت نفسها بـ «تطلق الخلايا الإرهابية الصواريخ على بلدك، هل لديك ما يلزم لحماية مواطنيك؟»، ويتحكم اللاعب في طائرة إسرائيلية بدون طيار. كان هناك أيضًا اضرب حماس (بالإنجليزية: Whack the Hamas)‏، حيث يقاتل اللاعب أعضاء حماس. وكان وصفها «حماس يخرجون من أنفاقهم! لا تدعهم يهربون وإلا سيؤذون المدنيين الأبرياء!» زعمت اللعبة أنها مستوحاة من عملية « تسوك إيتان»، وهو اسم إسرائيلي للنزاع، وغالبًا ما يُترجم إلى عملية الجرف الصامد بالإنجليزية. أُزيل كلاهما بحلول 5 أغسطس.
أطلق سيمون روزنزويج (بالإنجليزية: Simon Rosenzweig)‏ الدفاع الصاروخي من القبة الحديدية (بالإنجليزية: Iron Dome Missile Defense)‏ في 30 يوليو في متجر أبل آب ستور، ويتضمن اللاعب الذي يستخدم القبة الحديدية الإسرائيلية للدفاع عن مدينة من «عدو» لم يذكر اسمه. لم يسمِ روزنزويج هذا «العدو» عمدًا، قائلاً «لا أرغب في رؤية التطبيقات التي تدعم الكراهية بأي شكل من الأشكال».

## تطبيقات مؤيدة للفلسطينيين
أطلقت سلسلة من تطبيقات الألعاب المحمولة التي تتعاطف مع الفلسطينيين على واجهات متاجر تطبيقات الهاتف المحمول في عام 2014. طُورت لعبة صاروخ العزة بواسطة شركة بيست أرابيك غيمز (بالإنجليزية: Best Arabic Games)‏. ووصفتها بأنها «دعم الأبطال المحاصرين في قطاع غزة من محتل جائر» من خلال «السيطرة على صواريخ المقاومة وضرب الأهداف المنوطة بهم» من خلال التفوق على القبة الحديدية. أُزيلت اللعبة من جوجل بلاي في 5 أغسطس 2014. تبدأ لعبة Gaza Hero بشاشة تقول «لعنة إسرائيل». شارك ميكانيكي اللعب في قيام اللاعب بالتنصت على جنود إسرائيليين لتحويلهم إلى طعام ودواء. في لعبة أخرى غزة ديفندر، من المتوقع أن يسقط اللاعب طائرة إسرائيلية.
ليلى وظلال الحرب (بالإنجليزية: Liyla and the Shadows of War)‏، لعبة محمولة لعام 2016، طورها مهندس البرمجيات الفلسطيني رشيد أبو عويضة، تتبع معاناة عائلة فلسطينية من محاولات النجاة من سلسلة من الهجمات المسلحة في حيها. تهدف اللعبة إلى زيادة الوعي حول معاملة قوات الأمن الإسرائيلية للمدنيين الفلسطينيين في قطاع غزة. أدى قرار أبل الأولي برفض إدراج ليلى كلعبة على متجر أبل في مايو 2016 إلى تغطية كبيرة من المعلقين بالإضافة إلى احتجاج عام، مما أدى إلى عكس موقفهم بعد أسبوع من تاريخ الإصدار الأصلي لـليلى. في يونيو 2021، أصبحت نسخة الكمبيوتر الشخصي من ليلى حجر الزاوية لحزمة الإغاثة الخيرية التي تفيد المدنيين الفلسطينيين، والتي قدمها مطورو الألعاب المستقلة على موقع إتش.آي أو استجابة للاشتباكات الإسرائيلية الفلسطينية 2021.

## رد فعل
قال متحدث باسم جوجل إنه على الرغم من أن الشركة لا تعلق على تطبيقات معينة، فإنها «تزيل تطبيقات من جوجل بلاي التي تنتهك سياساتها.» تحظر هذه السياسات التطبيقات التي تدافع عن «ضد مجموعات من الأشخاص على أساس عرقهم أو أصلهم العرقي»، أو التي تمثل تهديدًا.
قالت منظمة العفو الدولية في المملكة المتحدة إن التطبيقات كانت «ذات مذاق مشكوك فيه للغاية» وأنه يجب على اللاعبين «التفكير في إغلاق تطبيق الألعاب الحربية الخاص بهم وقراءة المزيد عن الحياة الواقعية الآن في مدينة غزة أو رفح أو في الواقع في جنوب إسرائيل».
قال كريس دويل، مدير مجلس التفاهم العربي البريطاني، عن الألعاب «يمكن أن يكون لديك ألعاب فيديو تتعامل مع الحرب، ولكن عندما تبنيها على واقع صراع يحدث الآن، فإنه يمثل مشكلة كبيرة. إنه ذوق سيئ للغاية ولا يخلق ثقافة سلام - ونحن بحاجة إلى ذلك أكثر من أي وقت مضى». وأضاف «جوجل أو فيسبوك أو أي شركة أخرى تستضيف مثل هذه الألعاب، عليها مراجعة سياساتها وبذل كل الجهود على الإطلاق لضمان عدم استضافة مثل هذه الألعاب على منصاتها».
وقال مورتون كلاين، رئيس المنظمة الصهيونية الأمريكية، «إنه لأمر مؤسف وخطير أن يُمجد الإسرائيليون الذين يقتلون العرب أو العرب الذين يقتلون الإسرائيليين».